# Oldenlandia capillipes
Oldenlandia capillipes är en måreväxtart som beskrevs av August Heinrich Rudolf Grisebach. Oldenlandia capillipes ingår i släktet Oldenlandia och familjen måreväxter.
Artens utbredningsområde är Kuba. Inga underarter finns listade i Catalogue of Life.